# Portrait Nubiola
Das Portrait Nubiola (auf katalanisch Retrat de Vicenç Nubiola) ist ein 1917 entstandenes Ölgemälde des Malers und Bildhauers Joan Miró. Es befindet sich in der ständigen Sammlung des Museum Folkwang in Essen.

## Geschichte des Bildes
Miró malte das Porträt von Vicenç Nubiola im April 1917. Er hatte Nubiola, der Lehrer für Gartenbau an der Escola superior de Bells Oficis (‚Hochschule der Schöne Handwerke‘) war, 1913 im Cercle Artístic de Sant Lluc (‚Künstlerkreis St. Lukas‘) kennengelernt, wo er später auch in Kontakt mit dem Mäzen Joan Prats i Vallès kam. Bald nach seiner Fertigstellung wurde das Gemälde als Teil einer der ersten Ausstellungen Mirós in den Galeries Dalmau in Barcelona gezeigt.
1966 erwarb das Museum Folkwang das Gemälde von der Galerie Wilhelm Großhennig in Düsseldorf mit Unterstützung des Landes Nordrhein-Westfalen und des Westdeutschen Rundfunks. Es ist unter der Inventarnummer G 351 in der Sammlung verzeichnet. Im Besitz des Museums befindet sich darüber hinaus das Miró-Werk Paysage, entstanden zwischen 1924 und 1925. In Barcelona war das Porträt Nubiola seitdem zweimal zu sehen: 2009 anlässlich der Ausstellung Convidats d’Honor (‚Ehrengäste‘), zum 75. Jahrestages der Eröffnung des Museu Nacional d’Art de Catalunya und 2011 in der Ausstellung Joan Miró. L’escala de l’evasió (‚Joan Miró. Die Fluchtleiter‘) in der Fundació Joan Miró.

## Beschreibung
Das 113 Zentimeter breite und 104 Zentimeter hohe Gemälde ist ein Frühwerk Mirós; es stammt aus der Zeit vor 1924, bevor er sich dem Surrealismus zuwandte. Das Bild weist Elemente des Kubismus und Fauvismus auf, es finden sich aber auch stilistische Einflüsse Vincent van Goghs, dessen Werke Miró sehr schätzte. In dieser frühen Schaffensperiode fertigte Miró neben dem Bildnis Nubiolas mehrere Porträts, wie beispielsweise das Portrait Enric Cristòfol Ricart, heute im Metropolitan Museum of Art in New York, aber auch eine Reihe von Landschaftsbildern mit Anklängen an die spanische Volkskunst.
Miró porträtierte Nubiola Pfeife rauchend, mit einem roten Hemd bekleidet auf einem Stuhl sitzend. Auf einem späteren Selbstporträt – das von Pablo Picasso erworben wurde – bildete sich Miró mit einem identischen Hemd ab. Auf dem Tisch rechts neben Nubiola ist ein Stillleben arrangiert, das Früchte und eine Blume sowie einen Porró zeigt, einen Glasbehälter mit Trinkrohr, der traditionell in Katalonien zum Weintrinken verwendet wird. Im Bildhintergrund dominieren dreieckige Formen, die eine musterähnliche Struktur bilden. Das Bild ist am unteren linken Rand mit „Miró“ signiert.